# کامپکت دیسکو
کامپکت دیسکو (Compact Disco) گروه موسیقی مجارستان است.
آن ها در مسابقه آواز یوروویژن ۲۰۱۲ نماینده مجارستان بودند.